# Беррендеро, Хулиан
Хулиан Беррендеро Мартин (исп. Julián Berrendero Martín; 8 апреля 1912, Сан-Агустин-дель-Гвадаликс — 1 августа 1995, Мадрид) — испанский шоссейный велогонщик, двукратный победитель Вуэльты Испании.

## Биография
Карьера Хулиана Беррендеро началась в 1934 году, в следующем сезоне он выиграл Вуэльту Галисии. В 1936 году он стал лучшим из испанцев на Вуэльте Испании, но среди всех только 4-м. В июле Беррендеро приехал на свой первый Тур де Франс, где выиграл горный зачёт. В это же время на родине испанца началась гражданская война, и он решил остаться жить во Франции. Через год Хулиан выиграл на французской супермногодневке королевский этап с финишем в По, где он поселился. Вскоре Беррендеро по семейным обстоятельствам вернулся в Испанию, где ему пришлось отсидеть год во франкистской колонии под Ротой. В возобновившейся во время мировой войны Вуэльте Испании кроме испанцев участвовали только несколько швейцарцев, поэтому за победу впервые боролись хозяева. 12 из 21 этапа выиграл Делио Родригес, но в горах он чувствовал себя хуже. Борьба за общую победу развернулась между Беррендеро и Фермином Труэбой, который в итоге проиграл сопернику минуту, но опередил его на 1 балл в горном зачёте. Через год конкуренцию Хулиану не смог составить никто, также он первенствовал в горном зачёте. В 1942—1944 годах Беррендеро трижды побеждал в национальном чемпионате по шоссейному велоспорту и дважды — по велокроссу. В 1945 и 1946 годах он становился 2-м на Вуэльте; результаты ухудшались, и в 1949 году испанец завершил карьеру. В последующие годы Беррендеро занялся продажей велосипедов, открыл магазин «Berrendero y Real». После смерти Хулиана магазин перешёл к его племяннику и теперь называется «Bicicletas Berrendero».

## Победы
- Общий (1941, 1942) и  горный зачёты (1942, 1945), 11 этапов (1941—1948) Вуэльты Испании
- Горный зачёт (1936) и 1 этап (1937) Тур де Франс
- Чемпионат Испании по шоссейному велоспорту (1942, 1943, 1944)
- Чемпионат Испании по велокроссу (1942, 1944)
- Вуэльта Каталонии (1943, 1946)
- Вуэльта Валенсии (1942)
- Вуэльта Наварры (1941)
- Вуэльта Галисии (1935)
- Сиркуито де Гечо (1941, 1944)